# Casa de los Sóviets
La Casa de los Sóviets de San Petersburgo (en ruso: Дом Советов, Dom Sovetov), obra del arquitecto Noi Trotsky, es un edificio de estilo estalinista que actualmente alberga las oficinas administrativas de descentralización local. Está situado en el distrito Moskovsky de San Petersburgo.
Según los proyectos soviéticos, la Casa de los Sóviets se planeó para albergar la administración del gobierno soviético de Leningrado (nombre de la ciudad durante el comunismo). Su ubicación se escogió en la periferia sur sin urbanizar de la ciudad, lejos del centro, que era propensa a frecuentes inundaciones. La construcción se completó justo antes de la invasión nazi de la Unión Soviética al principio de la Segunda Guerra Mundial, y el edificio nunca se usó para su uso previsto. 
En 1941, durante el Sitio de Leningrado, fue fortificado y usado como sede de comando por el Ejército Rojo. Aún sobreviven de ese baluarte los pequeños búnkeres de hormigón armado situados en varias esquinas de la Casa de los Sóviets. Posteriormente, el edificio albergó un instituto de investigación soviético, que se centró en el diseño de componentes electrónicos para objetos militares. Entre los ingenieros notables que trabajaron aquí hay dos desertores de los Estados Unidos después de la Segunda Guerra Mundial, Alfred Sarant y Joel Barr.
La plaza situada delante de la Casa de los Sóviets recibe el nombre de Moskovskaya Ploshad («Plaza de Moscú»). En 1970, durante la construcción de la estación Moskovskaya de la línea 2 del metro, fue remodelada exhaustivamente, adornada con numerosas fuentes y decorada con pequeñas jardineras en su centro y una imponente estatua de Lenin de 16 metros de altura, erigida para conmemorar el centenario del nacimiento del revolucionario ruso, obra del escultor Mikhail Anikushin y del arquitecto Valentin Alexandrovich Kamensky, que se convirtió en el monumento más alto de la ciudad. En 2006, se añadieron a la plaza varias fuentes.